# Aytən Mustafayeva
Pour les articles homonymes, voir Mustafayev.
Aytən Inglab gizi Mustafayeva, née le 23 mai 1968, est une femme politique azerbaïdjanaise, membre de l'assemblée national d'Azerbaidjan depuis les élections législatives azerbaïdjanaises de 2015.

## Biographie
Mustafayeva sort diplômée en 1990 avec les honneurs de la faculté des études orientales de l'université d'État de Bakou.
Elle est élue au parlement d’Azerbaïdjan en 2015.

## Vie privée
Elle est mariée au politologue Roshen Mustafayev  jusqu'à son décès en 2009. Elle se remarie en 2016.
Elle parle couramment le russe, les Langues turques, l'anglais et le persan.